# Alberto Martín Acosta
Alberto Acosta (Montevideo, 13 de enero de 1977) es un exfutbolista uruguayo. Jugaba de delantero. 

## Trayectoria
En el 2007 emigra por primera vez, llegando así al Náutico descendiendo ese año, a pesar de la mala temporada del club "Beto" fue uno de los goleadores del equipo llegando a ser querido por la hinchada.
Al año siguiente juega para el Corinthians, el timão en ese momento había descendido y "Beto" con sus goles ayudó a que su equipo se coronara campeón de la Serie B.
A mediados del 2017 debió abandonar la carrera profesional tras sufrir un problema cardíaco en pleno partido, disputando un encuentro por Campeonato 
Estatal en Brasil. 
En agosto de 2018 decide retornar a las canchas, volviendo a vestir la camiseta de Cerrito por seis meses.

## Clubes
| Club                      | País    | Año         | Partidos | Goles |
| ------------------------- | ------- | ----------- | -------- | ----- |
| Montevideo Wanderers F.C. | Uruguay | 1994 - 1996 | 30       | 18    |
| Platense                  | Uruguay | 1997        | 5        | 2     |
| Cerrito                   | Uruguay | 1998 - 2005 | 294      | 111   |
| Peñarol                   | Uruguay | 2005 - 2007 | 41       | 14    |
| Náutico                   | Brasil  | 2007        | 36       | 19    |
| Corinthians               | Brasil  | 2008 - 2009 | 39       | 9     |
| Náutico (cedido)          | Brasil  | 2009        | 22       | 8     |
| Brasiliense               | Brasil  | 2010 - 2011 | 35       | 8     |
| Central                   | Brasil  | 2012        | 5        | 1     |
| Náutico                   | Brasil  | 2012        | 9        | 2     |
| Resende                   | Brasil  | 2013        | 11       | 3     |
| Operário-MS               | Brasil  | 2013        | 8        | 2     |
| Santos-AP                 | Brasil  | 2013        | 2        | 0     |
| União Barbarense          | Brasil  | 2014        | 5        | 1     |
| Santos-AP                 | Brasil  | 2014 - 2016 | 22       | 7     |
| Botafogo (DF)             | Brasil  | 2016        | 4        | 2     |
| Sete de Setembro          | Brasil  | 2017        | 2        | 0     |
| Cerrito                   | Uruguay | 2018        | 4        | 1     |
| Santos-AP                 | Brasil  | 2019-2021   | 1        | 0     |

## Palmarés

### Campeonatos nacionales
| Título           | Club              | País    | Año  |
| ---------------- | ----------------- | ------- | ---- |
| Segunda División | C. S. Cerrito     | Uruguay | 2003 |
| Serie B          | S. C. Corinthians | Brasil  | 2008 |

### Campeonatos regionales
| Título                 | Club              | País   | Año  |
| ---------------------- | ----------------- | ------ | ---- |
| Campeonato Paulista    | S. C. Corinthians | Brasil | 2009 |
| Campeonato Brasiliense | Brasiliense F. C. | Brasil | 2011 |
| Campeonato Amapaense   | Santos-AP         | Brasil | 2013 |
| Campeonato Amazonense  | Penarol           | Brasil | 2020 |